# مطار كيروندو
مطار كيروندو (إياتا: KRE، إيكاو: HBBO) هو مطار يخدم مدينة كيروندو,بوروندي.